# Кисельов Іван Іванович (шахтар)
Іван Іванович Кисельов (нар. 1906 — ?) — український радянський діяч, шахтар-вибійник, машиніст врубової машини шахти № 15 міста Боково-Антрацит Донецької області. Депутат Верховної Ради СРСР 1-го скликання.

## Життєпис
Освіта початкова. З 1924 року працював коногоном, шахтарем-вибійником шахти № 15 міста Боково-Антрацит Донбасу.
Член ВКП(б) з 1932 року.
На 1935—1937 роки — машиніст врубової машини, інструктор із запровадження стахановських методів роботи шахти № 15 тресту «Донбасантрацит» міста Боково-Антрацит Донецької області.
На 1938 рік — інструктор вугільного комбінату «Донбасвугілля» Сталінської області.

## Нагороди
- орден Трудового Червоного Прапора (7.07.1935)